# Georgi Joseph
Pour les articles homonymes, voir Joseph.
Georgi Joseph, né le 23 novembre 1982 à Paris, est un joueur de basket-ball professionnel français. Il mesure 1,97 m.

## Biographie
Le 10 juillet 2015, l'ASVEL Lyon-Villeurbanne annonce que Joseph n'est pas conservé dans l'effectif.
Le 6 octobre 2015, après avoir participé à la préparation avec Bourg-en-Bresse, il est signé pour la saison. Le 19 mars 2016, il quitte le club bressan avant la fin de la saison.
Le 7 novembre 2016, il revient à Orléans pour un mois à la suite de la blessure d'Abdel Kader Sylla puis pour le reste de la saison en remplacement d'Ahmad Nivins.
En septembre 2017, il participe à la préparation de  l'AS Monaco avec qui il remporte le Tournoi du Golfe à Vannes et signe pour un an.
Le 31 juillet 2018, il prolonge son contrat d'un an avec Monaco.

## Palmarès

### En club
- Champion de France Pro B en 2010
- Vainqueur de la Leaders Cup de Pro B avec la JL Bourg Basket en 2016
- Leaders Cup 2018 avec Monaco

### Distinctions personnelles
- Sélectionné au All-Star Game en décembre 2006